# 高灯镇
高灯镇，是中华人民共和国四川省绵阳市盐亭县已撤銷的一个乡镇级行政单位。2019年12月，撤销龙泉乡和高灯镇，设立西陵镇，以原龙泉乡和原高灯镇嫘祖社区、上游村、联和村、双罐村、联盟村、高华村、星星村、龙象村、麒麟村、强华村、云毓村、阳春村、茂林村、高凤村、春华村、玉凤村、牟家沟村、石道场村所属行政区域为西陵镇的行政区域，原高灯镇龙盘村和金孔镇仙缸村1组、2组所属行政区域划归嫘祖镇管辖

## 行政区划
高灯镇撤銷前下辖以下地区：
嫘祖社区、上游村、联和村、双罐村、联盟村、高华村、星星村、龙象村、龙盘村、麒麟村、强华村、明灯村、八一村、阳春村、茂林村、宝田村、建华村、青春村、精华村、凤鸣村、玉屏村、一化村、农林村、双凤村和双鱼村。